# Municipio de Logan (condado de Gage)
El municipio de Logan (en inglés: Logan Township) es un municipio ubicado en el condado de Gage en el estado estadounidense de Nebraska. En el año 2010 tenía una población de 221 habitantes y una densidad poblacional de 2,39 personas por km².

## Geografía
El municipio de Logan se encuentra ubicado en las coordenadas 40°18′11″N 96°37′37″O / 40.30306, -96.62694. Según la Oficina del Censo de los Estados Unidos, el municipio tiene una superficie total de 92.44 km², de la cual 91,67 km² corresponden a tierra firme y (0,84 %) 0,78 km² es agua.

## Demografía
Según el censo de 2010, había 221 personas residiendo en el municipio de Logan. La densidad de población era de 2,39 hab./km². De los 221 habitantes, el municipio de Logan estaba compuesto por el 99,1 % blancos, el 0,45 % eran afroamericanos y el 0,45 % eran de una mezcla de razas. Del total de la población el 0,45 % eran hispanos o latinos de cualquier raza.